# Шабля без піхов
«Шабля без піхов» — радянський телефільм 1987 року, знятий режисером Василем Левіним на Одеській кіностудії.

## Сюжет
Герой трьох воєн генерал армії Степан Іванович Чалий працює над книгою військових мемуарів. У ході роботи він дізнається, що живий його друг Андрій Лукич Трембовельський, колишній дворянин та білий офіцер, потім відчайдушної хоробрості командир Червоної Армії. Його звинувачують у зловживанні службовим становищем, і він перебуває під слідством. Старий генерал кидається у бій за долю друга, щоб довести його невинність.

## У ролях
- Микола Крюков — Степан Іванович Чалий, генерал армії
- Всеволод Сафонов — Андрій Лукич Трембовельський
- Ростислав Янковський — Інокентій Куніцин
- Олена Костіна — Катя
- Борис Зайденберг — Транько
- Євген Меньшов — Степан Чалий у молодості, командир Червоної Армії
- Андрій Градов — Трембовельський у молодості, колишній поручик-білогвардієць
- Володимир Янковський — Інокентій Куніцин в молодості
- Геннадій Скарга — Транько у молодості
- Ігор Шавлак — Слава Лугін
- Сергій Бистрицький — Льовочка
- Ромуалдс Анцанс — майор Лемінг
- Лілія Захарова — мати Каті
- Семен Крупник — мірошник
- Георгій Назаренко — прокурор
- Віктор Рождественський — Олексій Ігнатович, прокурор
- Ольга Матешко — Євдокія
- А. Чобур — епізод
- Стефан Мерцало — Чалухін
- Станіслав Рій — боєць
- В. Скоропад — епізод
- Євген Цвєтков — епізод
- К. Алексєєв — епізод
- Василь Левін — генерал Вершинін
- Валерій Бассель — епізод
- Юрій Вотяков — вертольотчик
- Іван Горобець — капітан
- Л. Клепікова — епізод
- Віктор Козачук — епізод
- Марія Оссовська — епізод
- Микола Сльозка — епізод
- О. Томас — епізод
- Л. Фоменко — епізод
- Ельвіра Хомюк — співробітниця архіву
- Тетяна Іванова — епізод
- Андрій Зай — Андрій
- Петро Шидивар — друг Каті

## Знімальна група
- Режисер — Василь Левін
- Сценаристи — Олександр Виноградов, Василь Левін
- Оператор — Федір Сільченко
- Композитор — Олександр Зацепін